# Kesselsdorf
Kesselsdorf – wieś w Niemczech, w Saksonii. W 2011 roku liczyła 3300 mieszkańców. W 1745 rozegrała się w jej okolicy bitwa pod Kesselsdorf.